# Gamebryo
Gamebryo (/ɡeɪm.briːoʊ/; gaym-BREE-oh; anteriormente NetImmerse até 2003) é um motor de jogo desenvolvido pela Gamebase Co., Ltd. e Gamebase USA, que incorpora um conjunto de ferramentas e plugins, incluindo bibliotecas de runtime, suportando desenvolvedores de videogames para vários jogos multiplataforma em uma variedade de gêneros, e serviu como base para o Creation Engine.

## História
A Numerical Design Limited (NDL) foi fundada em 1983, principalmente fazendo trabalho por contrato para clientes do governo e de CAD no setor de computação gráfica, embora também algumas desenvolvedoras de jogos, como a Interactive Magic. Este trabalho levou à produção do motor de jogo NetImmerse em 1997, evoluindo para o Gamebryo em 2003.
A NDL foi incorporada pela Emergent Game Technologies (EGT, fundada em 2000, Butterfly.net até maio de 2005) em agosto de 2005. NetImmerse então evoluiu para Gamebryo LightSpeed. Em 2009 a equipe de desenvolvimento da Gamebryo foi reduzida, e em julho de 2010 o escritório de engenharia em Chapel Hill, Carolina do Norte foi fechado. Em 11 de novembro de 2010, os ativos da EGT foram oferecidos para aquisição, incluindo sua Propriedade Intelectual (PI), no todo ou em parte.
Em dezembro de 2010, a Gamebase Co., Ltd., com sede na Coreia, parceira de longa data da EGT, finalizou a aquisição dos ativos e tecnologia da EGT e estabeleceu uma empresa americana recém-capitalizada, a Gamebase USA. A Gamebase USA está sediada na região do Research Triangle Park, na Carolina do Norte, e está focada no desenvolvimento contínuo do mecanismo de jogo Gamebryo. A versão mais recente, Gamebryo 4.0, foi introduzida em março de 2012.

## Características
O sistema Gamebryo é um conjunto de bibliotecas modulares escritas em C++. Os desenvolvedores de jogos podem combinar e estender as bibliotecas para modificar o motor para um jogo específico. O design do Gamebryo enfatiza uma abordagem de prototipagem rápida visando um processo de desenvolvimento iterativo.
O Gamebryo suporta várias plataformas, incluindo Microsoft Windows (DirectX 6–11), Mac, iOS, Android, Linux (OpenGL), GameCube, Wii/WiiWare, PSX, PS2, PSP, PS3, PS4, Xbox, Xbox 360 e Xbox One.
Gamebryo 4.0 é a versão mais recente do motor, projetado para mesclar o sistema Gamebryo original com seu spin-off LightSpeed.

## Jogos
O Gamebryo é usado por várias empresas da indústria de jogos. Abaixo está uma amostra de títulos que usaram o mecanismo:
| Jogo                                                           | Ano  | Platforma(s)                                                     | Desenvolvedora                                             | Publicadora                                                         |
| -------------------------------------------------------------- | ---- | ---------------------------------------------------------------- | ---------------------------------------------------------- | ------------------------------------------------------------------- |
| Atlantica Online                                               | 2008 | Windows                                                          | Ndoors                                                     | Ndoors                                                              |
| Florensia Online                                               | 2008 | Windows                                                          | AHA Entertainment                                          | GamesInFlames                                                       |
| BlackShot                                                      | 2008 | Windows                                                          | Vertigo Games                                              | Vertigo Games, PlayOne Asia                                         |
| Bully: Scholarship Edition                                     | 2008 | Windows, Xbox 360, Wii, iOS, Android                             | Rockstar Vancouver, Rockstar New England, Rockstar Toronto | Rockstar Games                                                      |
| Catherine                                                      | 2011 | Windows, PS3, Xbox 360                                           | Atlus                                                      | Atlus                                                               |
| Civilization IV                                                | 2005 | Windows, Mac                                                     | Firaxis Games                                              | 2K Games, Aspyr                                                     |
| Civilization Revolution                                        | 2008 | Xbox 360, PS3, Nintendo DS, iOS                                  | Firaxis Games                                              | 2K Games                                                            |
| Dance on Broadway                                              | 2010 | Wii, PS3                                                         | Longtail Studios & AiLive                                  | Ubisoft                                                             |
| Dawntide                                                       | 2011 | Windows                                                          | Working As Intended                                        | Working As Intended                                                 |
| Defense Grid: The Awakening                                    | 2008 | Windows, Mac, Xbox 360                                           | Hidden Path Entertainment                                  | Hidden Path Entertainment, Microsoft Studios                        |
| Divinity II                                                    | 2010 | Windows, Xbox 360                                                | Larian Studios                                             | dtp entertainment, 1C, cdv Software Entertainment                   |
| Dragonica                                                      | 2009 | Windows                                                          | Gravity Games                                              | gPotato                                                             |
| Drift City                                                     | 2007 | Windows                                                          | NPLUTO                                                     | NHN Corporation                                                     |
| Defiance                                                       | 2013 | Windows, PS3, Xbox 360                                           | Trion Worlds, Human Head Studios                           | Trion Worlds                                                        |
| Eden Eternal                                                   | 2011 | Windows                                                          | X-Legend                                                   | Aeria Games                                                         |
| El Shaddai: Ascension of the Metatron                          | 2011 | PS3, Xbox 360                                                    | Ignition Entertainment                                     | Ignition Entertainment                                              |
| Epic Mickey                                                    | 2010 | Wii                                                              | Junction Point Studios                                     | Buena Vista (Disney Interactive Studios)                            |
| Epic Mickey 2: The Power of Two                                | 2012 | Windows, Mac, Wii, Xbox 360, PS3                                 | Junction Point Studios                                     | Buena Vista (Disney Interactive Studios)                            |
| Fallout 3                                                      | 2008 | Windows, Xbox 360, PS3                                           | Bethesda Game Studios                                      | Bethesda Softworks                                                  |
| Fallout: New Vegas                                             | 2010 | Windows, Xbox 360, PS3                                           | Obsidian Entertainment                                     | Bethesda Softworks                                                  |
| Ghost in the Shell: Stand Alone Complex – First Assault Online | 2015 | Windows                                                          | Nexon Inc., Neople                                         | NEXON Corporation                                                   |
| Grand Chase                                                    | 2003 | Windows                                                          | KOG Studios                                                | Level Up! Games                                                     |
| Gujian Qitan                                                   | 2010 | Windows                                                          | Shanghai Aurogon                                           | Gamebar                                                             |
| LEGO Universe                                                  | 2010 | Windows, Mac                                                     | NetDevil                                                   | Warner Bros. Interactive Entertainment                              |
| MapleStory 2                                                   | 2015 | Windows                                                          | Nexon Inc., ProjectMS                                      | NEXON Corporation                                                   |
| Pirate101                                                      | 2012 | Windows, Mac                                                     | KingsIsle Entertainment                                    | KingsIsle Entertainment                                             |
| PowerUp Heroes                                                 | 2011 | Xbox 360                                                         | Ubisoft                                                    | Ubisoft                                                             |
| Ragnarok Online II: Legend of the Second                       | 2011 | Windows                                                          | Gravity Corp.                                              | Gravity Corp.                                                       |
| Rift                                                           | 2011 | Windows                                                          | Trion Worlds                                               | Trion Worlds                                                        |
| Rocksmith                                                      | 2011 | Windows, PS3, Xbox 360                                           | Ubisoft                                                    | Ubisoft                                                             |
| Rocksmith 2014                                                 | 2013 | Windows, Mac, PS3, Xbox 360, PS4, Xbox One                       | Ubisoft                                                    | Ubisoft                                                             |
| Sid Meier's Pirates!                                           | 2004 | Windows, Xbox, Mac, PSP                                          | Firaxis Games                                              | 2K Games Atari                                                      |
| Shin Megami Tensei: Imagine                                    | 2007 | Windows                                                          | CAVE                                                       | Atlus, Aeria Games, Marvelous USA                                   |
| Splatterhouse                                                  | 2010 | PS3, Xbox 360                                                    | Namco Bandai Games                                         | Namco Bandai Games                                                  |
| Tenchu: Shadow Assassins                                       | 2008 | Wii, PSP                                                         | Acquire                                                    | FromSoftware, Ubisoft                                               |
| The Elder Scrolls IV: Oblivion                                 | 2006 | Windows, Xbox 360, PS3                                           | Bethesda Game Studios                                      | Bethesda Game Studios, Bethesda Softworks                           |
| Warhammer Online: Age of Reckoning                             | 2008 | Windows                                                          | Mythic Entertainment                                       | Electronic Arts                                                     |
| Warhammer Online: Wrath of Heroes                              | 2012 | Windows                                                          | BioWare Mythic                                             | Electronic Arts                                                     |
| Way of the Samurai 3                                           | 2008 | Windows, PS3, Xbox 360                                           | Acquire                                                    | Spike, Agetec, UFO Interactive Games, Rising Star Games, Ghostlight |
| Wheel of Fortune                                               | 2009 | PS3                                                              | Sony Computer Entertainment                                | Sony Computer Entertainment                                         |
| Wizard101                                                      | 2008 | Windows, Mac                                                     | KingsIsle Entertainment                                    | KingsIsle Entertainment                                             |
| MicroVolts                                                     | 2010 | Windows                                                          | SK iMedia                                                  | Rock Hippo Productions LTD                                          |
| Yars' Revenge                                                  | 2011 | Windows, Xbox 360, PS3                                           | Killspace Entertainment                                    | Atari                                                               |
| Oddworld: Munch's Oddysee                                      | 2001 | Xbox, Game Boy Advance, Windows, PS3, PS Vita, iOS, Android, Mac | Oddworld Inhabitants                                       | Infogrames, THQ, Oddworld Inhabitants                               |

### Jogos da NetImmerse
| Jogo                             | Ano  | Plataforma(s)      | Desenvolvedora                    | Publicadora                                               |
| -------------------------------- | ---- | ------------------ | --------------------------------- | --------------------------------------------------------- |
| Dark Age of Camelot              | 2001 | Windows            | Mythic Entertainment              | Vivendi Universal Games                                   |
| The Elder Scrolls III: Morrowind | 2002 | Windows, Xbox      | Bethesda Softworks                | Ubisoft Entertainment                                     |
| Freedom Force                    | 2002 | Windows, Mac       | Irrational Games                  | Electronic Arts                                           |
| Futurama                         | 2003 | Xbox, PS2          | Unique Development Studios Sweden | Vivendi Universal GamesVivendi Universal Games, SCi Games |
| Memorick: The Apprentice Knight  | 2004 | Xbox               | Microïds                          |                                                           |
| Prince of Persia 3D              | 1999 | Windows, Dreamcast | Mindscape                         | Red Orb Entertainment, Mattel Interactive                 |
| Simon The Sorcerer 3D            | 2002 | Windows            | Headfirst Productions             | Adventure Soft                                            |
| Star Trek: Bridge Commander      | 2002 | Windows            | Totally Games                     | Activision                                                |
| Zoo Tycoon 2                     | 2004 | Windows            | Microsoft Game Studios            |                                                           |